# Всеобщий прогрессивный конгресс
Всеобщий прогрессивный конгресс (англ. All Progressives Congress, ВПК) — политическая партия в Нигерии, основанная 6 февраля 2013 года в преддверии выборов в 2015 году. Кандидат ВПК Мохаммаду Бухари победил действующего президента Гудлака Джонатана на президентских выборах 31 марта. Кроме того, партия получила большинство мест в Сенате и Палате представителей.
Партия была создана в результате объединения трёх крупнейших оппозиционных партий Нигерии — Конгресса действий Нигерии, Конгресса за прогрессивные изменения, Народной партии Нигерии. Часть Всеобщего прогрессивного большого альянса также присоединилась к новой партии.
В декабре 2014 года ВПК стал консультативным членом Социалистического интернационала.
На праймериз для подготовки к выборам 2023 победу одержал губернатор Лагоса — Бола Тинубу.